# Hector Hajjar
Pour les articles homonymes, voir Hajjar.
Hector Hajjar, né en 1965 à Kaitouly, est un médecin et militant social libanais. 
De 2021 à 2025, il est ministre des Affaires Sociales du gouvernement Najib Miqati,.

## Biographie
Hector Hajjar a étudié la médecine dentaire à l'université libanaise et a obtenu une licence en activisme social de l' Université Saint-Joseph .
Avant sa nomination comme ministre, il était dentiste à temps plein et a fondé plusieurs organisations pour aider les communautés défavorisées et les personnes ayant des besoins spéciaux.
Il est président et directeur général de l'ONG Message de Paix, qui a été fondée en 1997 pour aider les adultes ayant une déficience intellectuelle à travers des programmes spéciaux. Hajjar a également travaillé avec Caritas Liban et Risala Assalam et a fondé les ONG Christian Entrepreneurs and Business Leaders, la Communauté des Frères Missionnaires et l'Association Prévention, Soutien et Développement (PAD).
Message de Paix permet de fournir une vie décente, ainsi qu'un soutien éducatif, spirituel, médical et psychosocial aux adultes ayant des besoins particuliers. Pour y parvenir, Hector Hajjar au travers de l'association travaille sur l'accompagnement, la formation, l'insertion et l'emploi des adultes ayant des besoins particuliers. Jusqu'à présent, Hector Hajjar a réussi à fournir un emploi à 40 adultes ayant des besoins spéciaux dans les ateliers de l'association, mais également à faciliter l'emploi de beaucoup plus de personnes dans d'autres usines de fabrication au Liban.
En août 2020, il s'implique personnellement pour soutenir les personnes sinistrées, en préparant avec Message de Paix plus de 8000 plats chauds pendant 3 mois pour les personnes touchées par l'explosion de Beyrouth, en participant à l'ameublement de cent maisons, en soutenant par la distribution des boites alimentaires, en supportant par la participation à la restauration et au soulèvement des gravats les trois premières semaines de l'explosion à Beyrouth, et en livrant des médicaments.
En mai 2020, Hector Hajjar met à disposition un bâtiment à Maad (Liban) pour permettre aux personnes en quarantaine de s'isoler dans des conditions respectant les préconisations médicales. En mai 2021, il insiste pour ne pas oublier les personnes ayant des besoins spéciaux et leur donner accès au vaccin contre la COVID-19.